# Phyllocnistis symphanes
Phyllocnistis symphanes là một loài bướm đêm thuộc họ Gracillariidae, known from Maharashtra và Karnataka, Ấn Độ. Ấu trùng ăn Aglaia lawii và Aglaia littoralis.